# Figlie di Maria Ausiliatrice
Le Figlie di Maria Ausiliatrice (in latino Congregatio Filiarum Mariae Auxiliatricis) sono un istituto religioso femminile di diritto pontificio: le suore di questa congregazione, dette anche Salesiane di Don Bosco, pospongono al loro nome la sigla F.M.A.

## Storia

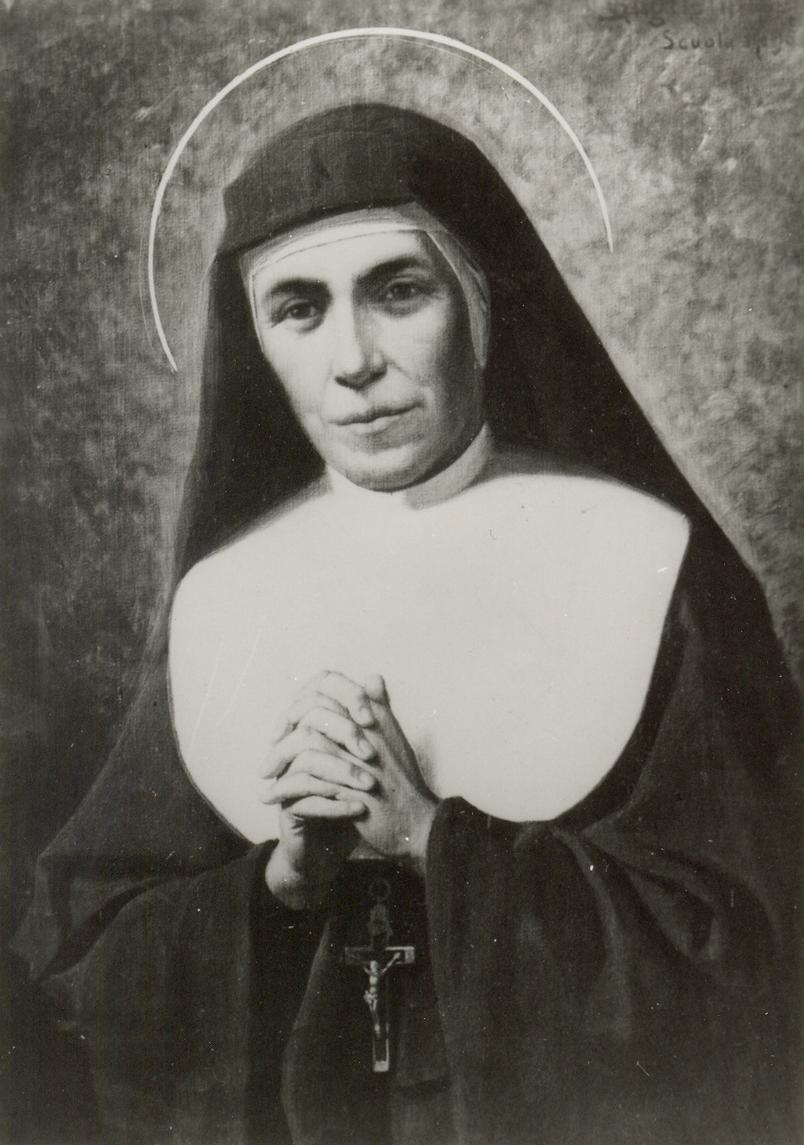
Maria Domenica Mazzarello, fondatrice della Congregazione

Dopo aver fondato la Società Salesiana (1859) per l'educazione e l'istruzione professionale dei fanciulli del popolo, Giovanni Bosco (1815-1888), sollecitato anche da papa Pio IX, volle estendere alla gioventù femminile l'opera fino ad allora rivolta esclusivamente a quella maschile e pensò di istituire a tale scopo una congregazione femminile.
Nel 1864 don Bosco aprì un oratorio a Mornese (Alessandria) e conobbe l'unione delle Figlie di Maria Immacolata, sorta nel 1854 a opera del sacerdote Domenico Pestarino, entrato poi tra i salesiani; tra le suore dell'unione Bosco individuò Maria Domenica Mazzarello (1837-1881) e decise di farne la fondatrice del ramo femminile della sua congregazione.
Il 5 agosto 1872 (ritenuta data istitutiva dell'istituto) si ebbe la prima cerimonia di vestizione a opera di Giuseppe Maria Sciandra, vescovo di Acqui; il vescovo Sciandra concesse l'approvazione diocesana alle Figlie di Maria Ausiliatrice il 23 gennaio 1876.
La congregazione ebbe in breve tempo un rapido sviluppo in tutta Italia, a partire dalle regioni settentrionali in cui era più radicata, ma scegliendo di aprire case in Sicilia già nel 1880, a soli otto anni dalla fondazione, inviando in missione suore settentrionali, fornite della preparazione accurata ricevuta nel noviziato di Nizza Monferrato. Dalla Sicilia presero il via altre fondazioni nel Meridione. Nel 1891 fu fondata una casa a Roma, a partire da questa casa la congregazione si espanse verso la Toscana, ma anche verso Napoli (1901), la Puglia e la Basilicata (1907). In questo tempo fu caratteristica della congregazione l'opera di promozione sociale. Furono istituiti le scuole femminili, come l'Istituto Maria Ausiliatrice di Milano (1913), e gli oratori festivi. Si diede inoltre impulso a un forte sentimento di italianità: l'insegnamento infatti era impartito esclusivamente in lingua italiana, anche in quelle aree dove la lingua nazionale era ancora poco diffusa. Persino nelle loro case estere le Figlie di Maria Ausiliatrice rimasero attaccate alla lingua italiana, che era la lingua del papa e del loro fondatore..
La congregazione ricevette il pontificio decreto di lode il 7 settembre 1911 e le sue costituzioni vennero approvate dalla Santa Sede il 4 aprile 1922.
Maria Domenica Mazzarello, beatificata da papa Pio XI nel 1938, venne proclamata santa da papa Pio XII il 24 giugno 1951.

## Attività e diffusione
Le Salesiane di Don Bosco si dedicano prevalentemente all'istruzione e all'educazione cristiana della gioventù in convitti, oratori, asili, scuole di ogni grado; si dedicano anche ad altre opere di carattere pastorale e sociale.
Sono presenti in varie nazioni tra le quali in Africa (Angola, Benin, Burundi, Costa d'Avorio, Etiopia, Ghana, Guinea Equatoriale, Kenya, Madagascar, Mozambico, Nigeria, Repubblica Democratica del Congo, Sudafrica, Sudan, Sudan del Sud, Togo), America (Argentina, Bolivia, Brasile, Canada, Cile, Colombia, Costa Rica, Ecuador, El Salvador, Guatemala, Haiti, Honduras, Messico, Nicaragua, Panama, Paraguay, Perù, Repubblica Dominicana, Stati Uniti d'America, Uruguay, Venezuela), Asia (Birmania, Cambogia, Cina, Corea del Sud, Filippine, Giappone, India, Indonesia, Thailandia, Timor Est, Vietnam) ed Europa (Austria, Belgio, Croazia, Francia, Germania, Inghilterra, Irlanda, Italia, Lituania, Polonia, Portogallo, Repubblica Ceca, Russia, Slovacchia, Slovenia, Turchia); la sede generalizia è in via dell'Ateneo Salesiano a Roma.
Nel 2021 è stata eletta Madre generale dell'istituto l'italiana Chiara Cazzuola. Al 31 dicembre 2008, la congregazione contava 14.306 religiose in 1.455 case.